# Bārkalā
Bārkalā (persiska: باركلا) är en ort i Iran.   Den ligger i provinsen Mazandaran, i den norra delen av landet, 260 km öster om huvudstaden Teheran. Bārkalā ligger 1 430 meter över havet och antalet invånare är 103.
Terrängen runt Bārkalā är kuperad åt sydväst, men åt nordost är den bergig. Runt Bārkalā är det ganska tätbefolkat, med 90 invånare per kvadratkilometer. Närmaste större samhälle är Bandar-e Gaz, 17,3 km nordväst om Bārkalā. Trakten runt Bārkalā består i huvudsak av gräsmarker.